# Santa Maria do Pará (kommun)
Santa Maria do Pará är en kommun i Brasilien.   Den ligger i delstaten Pará, i den nordöstra delen av landet, 1 600 km norr om huvudstaden Brasília. Antalet invånare är 23 033.
Följande samhällen finns i Santa Maria do Pará:
- Santa Maria do Pará

Omgivningarna runt Santa Maria do Pará är huvudsakligen savann. Runt Santa Maria do Pará är det ganska glesbefolkat, med 42 invånare per kvadratkilometer.